# Aldebaran
För andra betydelser, se Aldebaran (olika betydelser).

Storleksjämförelse mellan Aldebaran och vår egen sol.

Aldebaran eller Alfa Tauri (α Tauri, förkortat Alfa Tau, α Tau), som är stjärnans Bayer-beteckning, är den ljusstarkaste stjärnan i stjärnbilden Oxen. Aldebaran har magnitud +0,86, vilket gör den till den 14:e ljusstarkaste stjärnan på hela natthimlen och är klart synlig för blotta ögat. Baserat på parallaxmätningar inom Hipparcos-uppdraget på 50,0 mas beräknas den befinna sig på ca 65 ljusårs (20 parsek) avstånd från solen. Aldebaran hittar man genom att dra en linje upp genom de tre stjärnorna i stjärnbilden Orions bälte. Linjen kommer att passera vid sidan av Aldebaran där den är ett av hörnen i Vinterfemhörningen.

## Nomenklatur
Namnet kommer från arabiska al-Dabaran som betyder följeslagaren, vilket syftar på att Aldebaran följer stjärnhopen Plejaderna (Sjustjärnorna) över himlen. Stjärnan ingår i stjärnhopen Hyaderna. År 2016 organiserade Internationella astronomiska unionen en arbetsgrupp för stjärnnamn (WGSN) för att katalogisera och standardisera riktiga namn för stjärnor. WGSN:s första bulletin från juli 2016 innehåller en tabell över de första två satserna av namn som fastställts av WGSN, och anger namnet Aldebaran för Alfa Tauri, vilket nu ingår i IAU:s Catalog of Star Names.

## Egenskaper
Aldebaran är en röd jättestjärna av spektralklass K5 III. Dess fotosfär visar överskott av kol, syre och kväve vilket tyder på att stjärnan har gått igenom sitt första uppgraderingsstadium - ett normalt steg i utvecklingen av en stjärna till en röd jätte under vilket material från stjärnans kärna förflyttas till ytan genom konvektion. Den har en massa som är ca 1,2 gånger solens massa, en radie som är ca 44 gånger större än solens och utsänder ca 520  gånger mera energi än solen från dess fotosfär vid en effektiv temperatur på ca 3 900 K.
Aldebaran är en något variabel stjärna av den långsamma oregelbundna typen LB. Det varierar med cirka 0,2 enheter mellan skenbar magnitud 0,75 och 0,95. Med en nära infraröd J- bandstorlek på -2,1 är endast Betelgeuse (-2.9), R Doradus (-2.6) och Arcturus (-2.2) ljusare vid den våglängden.

## Planet
Huvudartikel: Aldebaran Ab
En stor möjlig planet eller brun dvärg, med en minsta massa på 11 Jupiter-massor och en omloppsbana på 1,35 AE upptäcktes 1997.

## Pioneer 10
Pioneer 10 är en rymdsond som skickades ut i rymden den 2 mars 1972 av NASA för att bland annat ta bilder av Jupiter. Man förlorade kontakt med den 23 januari 2003. Den är på väg i riktning mot Aldebaran – en färd som kommer att ta ungefär 2 miljoner år. På sondens utsida är fästa Pioneer-plaketten som visar symboler och bilder för att ge information om jorden och jordmänniskorna. Detta är ett meddelande till utomjordiska civilisationer sonden kan komma i kontakt med den.